# 红花山牵牛
红花山牵牛（学名：Thunbergia coccinea）为爵床科山牵牛属的植物。分布在中南半岛、印度以及中国大陆的西藏、云南等地，生长于海拔850米至960米的地区，一般生长在山地林中，目前尚未由人工引种栽培。